# Seconda Repubblica cecoslovacca
Seconda Repubblica Cecoslovacca (Česko-Slovenská republika) è il nome con cui ci si riferisce allo Stato cecoslovacco che esistette dal 1º ottobre 1938 al 14 marzo 1939, per soli 167 giorni. Era composto dalla Boemia, dalla Moravia, dalla Slesia e dalle regioni autonome della Slovacchia e della Rutenia subcarpatica.
La Seconda Repubblica fu il risultato degli eventi che seguirono gli Accordi di Monaco, dove la Cecoslovacchia fu obbligata a cedere la regione dei Sudeti, abitata da tedeschi, alla Germania nazista il 1º ottobre 1938, oltre che le parti meridionali della Slovacchia e della Rutenia subcarpatica all'Ungheria.
La Seconda Repubblica cecoslovacca fu distrutta quando la Germania la invase il 15 marzo 1939, e annesse la regione ceca facendone il Protettorato di Boemia e Moravia.

## Storia
La repubblica cecoslovacca era divenuta uno Stato estremamente debole. Gli Accordi di Monaco avevano causato la perdita di vaste porzioni di territorio, il che significò la perdita del 38% dell'area nazionale a favore della Germania, con circa 3,2 milioni di tedeschi e 750.000 cechi. A causa della mancanza di frontiere naturali, ed avendo perso il costoso sistema di fortificazioni al confine, il nuovo stato non era difendibile militarmente.
Con il primo arbitrato di Vienna, l'Ungheria ricevette 11.882 km² appartenenti alla Slovacchia meridionale e alla Rutenia meridionale; secondo un censimento del 1941, circa l'86,5% della popolazione di questi territori era ungherese. La Polonia acquisì la città di Český Těšín, insieme all'area circostante (906 km², con circa 250.000 abitanti, principalmente polacchi) e due piccole aree di confine nella Slovacchia settentrionale, precisamente le regioni di Spiš e Orava (226 km², 4.280 abitanti, solo lo 0,3% polacchi). Inoltre, il governo cecoslovacco aveva problemi nel sistemare i 115.000 cechi e i 30.000 tedeschi rifugiati, che erano scappati nella parte che ancora era rimasta appartenente alla Cecoslovacchia.
Anche il sistema politico della nazione era nel caos. Dopo le dimissioni di Edvard Beneš, il 5 ottobre 1938, il Generale Jan Syrový aveva svolto le funzioni presidenziali finché non fu scelto come Presidente Emil Hácha il 30 novembre 1938. Hácha fu scelto in quanto cattolico e conservatore, e perché non era stato coinvolto in nessun governo che aveva portato alla spartizione della nazione. Egli nominò Rudolf Beran, leader del Partito Agrario dal 1933, nuovo Primo ministro il 1º dicembre 1938. Quest'ultimo era, come gran parte degli Agrari, di destra e scettico verso liberalismo e democrazia. Il Partito Comunista di Cecoslovacchia fu sciolto, anche se ai suoi membri fu consentito di restare nel Parlamento. Fu introdotta una forte censura, ed anche una legge che permetteva al governo di esercitare i poteri anche senza Parlamento.

## Tensioni etniche
La repubblica cecoslovacca, fortemente indebolita, fu obbligata a garantire più concessioni ai non-cechi. Dopo gli Accordi di Monaco, l'esercito cecoslovacco trasferì parte delle sue unità, in origine nelle terre ceche, verso la Slovacchia, per contrastare i tentativi ungheresi di modificare i confini slovacchi.
Il governo cecoslovacco accettò gli Accordi di Žilina, stipulando la formazione di un governo autonomo slovacco con tutti i partiti slovacchi, eccetto i Socialdemocratici, il 6 ottobre 1938. Monsignor Jozef Tiso ne fu nominato capo. I soli ministri che rimasero furono quelli della Difesa Nazionale, degli Affari Esteri e delle Finanze.
In modo del tutto simile, le due principali fazioni della Rutenia subcarpatica, i russofili e gli ucrainofili, acconsentirono all'istituzione di un governo autonomo, costituito l'8 ottobre 1938. Conscia del nazionalismo ucraino, la fazione filo-ucraina, guidata da Augustin Vološin, ottenne il controllo dei governi locali e la Rutenia subcarpatica cambiò nome in Ucraina carpatica.
Il 17 ottobre, Ferdinand Ďurčanský, Franz Karmasin e Šaňo Mach furono ricevuti da Adolf Hitler. Il 1º gennaio 1939 fu aperta l'Assemblea dello Stato Slovacco; il 18 gennaio si svolsero le prime elezioni per l'Assemblea, dove il Partito Popolare ottenne il 98% dei consensi. Il 12 febbraio, Vojtech Tuka e Karmasin re-incontrarono Adolf Hitler, e il 22 febbraio Tiso propose la formazione di uno stato autonomo slovacco, durante la presentazione del suo governo all'Assemblea. Il 27 febbraio il governo slovacco chiese al governo centrale la slovacchizzazione delle unità dell'esercito cecoslovacco che stazionavano in Slovacchia, e chiesero anche che gli ambasciatori e i consoli slovacchi fossero nominati in quanto rappresentanti dello stato autonomo slovacco.
Le dispute continuarono, ed il 1º marzo 1939 il Comitato Ministeriale del governo cecoslovacco si riunì per discutere della secessione slovacca. Ci fu tensione tra Tiso ed altri politici slovacchi, e Karol Sidór (che aveva rappresentato il governo slovacco all'incontro) ritornò a Bratislava per discutere il problema con Tiso. Il 6 marzo il governo slovacco proclamò la propria lealtà alla repubblica cecoslovacca, oltre al suo desiderio di rimanere parte dello stato.
Invece, ad un incontro con Hermann Göring del 7 marzo, furono effettuate pressioni su Ďurčanský e Tuka affinché si dichiarasse l'autonomia dallo stato cecoslovacco. Dopo il loro ritorno, avvenuto due giorni dopo, fu mobilitata la Guardia di Hlinka, il che obbligò il Presidente cecoslovacco Emil Hácha a reagire pesantemente e a dichiarare la legge marziale in Slovacchia.

## Divisione della Cecoslovacchia

Le riduzioni territoriali della Cecoslovacchia dal 1938 al 1939

Nel gennaio 1939 i negoziati tra Germania e Polonia giunsero a uno stallo. Hitler, che puntava alla guerra con la Polonia, necessitava di eliminare prima la Cecoslovacchia. Egli pianificò un'invasione tedesca di Boemia e Moravia per la mattina del 15 marzo; nel frattempo, negoziò con il Partito Popolare Slovacco e con l'Ungheria per preparare lo smembramento della repubblica, ancora prima dell'invasione. Il 13 marzo, invitò Jozef Tiso a Berlino, per offrirgli l'opportunità di proclamare lo stato slovacco, separandosi dalla Cecoslovacchia.
Così facendo, la Germania sarebbe divenuta protettrice della Slovacchia e non avrebbe permesso agli ungheresi di pretendere altri territori slovacchi. Se gli slovacchi non avessero invece accettato la sua proposta, la Germania avrebbe occupato Boemia e Moravia, lasciando la Slovacchia alla mercé di ungheresi e polacchi. Tiso tornò pertanto a Bratislava, e il 14 marzo riunì la Dieta slovacca, che dichiarò unanimemente l'indipendenza slovacca. L'Ucraina carpatica dichiarò anch'essa l'indipendenza, ma le truppe ungheresi la occuparono già il 15 marzo; il 23 marzo occuparono invece la Slovacchia orientale.
Hitler convocò il presidente Hácha a Berlino alla presenza di Hermann Göring e durante le prime ore del 15 marzo, lo informò sull'imminente invasione tedesca. Minacciando un attacco della Luftwaffe su Praga, Hitler lo persuase ad ordinare la capitolazione dell'esercito cecoslovacco. Hácha era debole di cuore, quindi quando ebbe la notizia da Hitler, svenne; quando rinvenne, firmò i termini della resa.
La mattina del 15 marzo, le truppe tedesche entrarono in Boemia e Moravia, non incontrando resistenza. L'invasione ungherese dell'Ucraina carpatica incontrò qualche resistenza, ma l'esercito ungherese fu in grado di abbatterla velocemente. Il 16 marzo, Hitler si recò in Cecoslovacchia e dal Castello di Praga proclamò Boemia e Moravia un protettorato tedesco, il Protettorato di Boemia e Moravia, con Hácha che rimase, formalmente, alla presidenza subordinato a un governatore tedesco.
Così, la Cecoslovacchia indipendente crollò alla vigilia dell'aggressione straniera anche per le tensioni interne. Di conseguenza, la Cecoslovacchia interbellica che era stata idealizzata dai suoi padri fondatori come unico baluardo della democrazia, circondata da regimi fascisti e autoritari, fu annientata. Fu anche condannata dai suoi detrattori come creazione artificiale degli intellettuali e impossibile da portare avanti. Queste idee avevano un fondo di verità: la Cecoslovacchia interbellica comprendeva terre e popoli che erano ben lontani dall'essere integrati in un moderno stato-nazione. Inoltre, la predominanza dei cechi, che avevano sofferto la discriminazione durante l'era asburgica, non fu in grado di relazionarsi con le richieste delle altre nazionalità, anche se occorre riconoscere che alcune delle richieste delle minoranze servirono da mero pretesto per giustificare l'intervento della Germania nazista. Considerando però che la Cecoslovacchia fu in grado di mantenere un'economia accettabile e un sistema politico democratico anche in tali circostanze, l'esperienza della nazione costituì uno dei traguardi raggiunti nel periodo tra le due guerre.